# コルベッタ
コルベッタ（伊: Corbetta）は、イタリア共和国ロンバルディア州ミラノ県にある、人口約19,000人の基礎自治体（コムーネ）。

## 地理

### 位置・広がり

#### 隣接コムーネ
隣接するコムーネは以下の通り。
- アルバイラーテ
- アルルーノ
- カッシネッタ・ディ・ルガニャーノ
- チズリアーノ
- マジェンタ
- ロベッコ・スル・ナヴィーリオ
- サント・ステーファノ・ティチーノ
- ヴィットゥオーネ

### 地震分類
イタリアの地震リスク階級 (it) では、4 に分類される
。

## 行政

### 分離集落
コルベッタには、以下の分離集落（フラツィオーネ）がある。
- Battuello, Castellazzo de' Stampi, Cerello, Soriano

## 姉妹都市
- Corbas、フランス
- トゥルゴヴィシュテ、ルーマニア